# Szymon Qin Chunfu
Św. Szymon Qin Chunfu OFS (chiń. 秦春福西滿) (ur. 1886 w Nanpeiluo, Hebei, zm. 19 lipca 1900 w Liucun, Hebei) − świecki katechista, tercjarz franciszkański, męczennik, święty Kościoła katolickiego.

## Życiorys
Szymon Qin Chunfu urodził się w Nanpeiluo w powiecie Renqiu, prowincja Hebei. Troje z jego piątki rodzeństwa zostało męczennikami, jak również jego matka.
Podczas powstania bokserów doszło w Chinach do prześladowania chrześcijan. Ponieważ jego rodzina jako katolicka została odkryta przez bokserów, uciekli do Liucun. Tam pewien bogaty człowiek chciał, żeby Szymon Qin Chunfu ożenił się z jego jedyną córką. W zamian obiecywał mu ochronę przed bokserami. On jednak odmówił. Wtedy człowiek ten doniósł bokserom, gdzie ukrywa się rodzina. Szymon Qin Chunfu prosił ich, żeby zabrali tylko jego, a pozostałym pozwolili odejść, bo wiedział, że to przez bogacza. Bokserzy zabili go bez wahania i poranili jego brata Pawła Qin Baolu. Ludzie z Liucun przyszli, pochowali Szymona i zabrali Pawła do swojego domu w Peiluo.

## Dzień wspomnienia
9 lipca (w grupie 120 męczenników chińskich).

## Proces beatyfikacyjny i kanonizacyjny
Został beatyfikowany razem z matką Elżbietą Qin Bian 17 kwietnia 1955 r. przez Piusa XII w grupie Leon Mangin i 55 Towarzyszy. Kanonizowany w grupie 120 męczenników chińskich 1 października 2000 r. przez Jana Pawła II.

## Źródła internetowe
- Agostino Zhao Rong (+ 1815) and 119 companions, martyrs in China (ang.)